# Volta Ciclista a Catalunya 2024
La Volta Ciclista a Catalunya 2024, centotreesima edizione della corsa e valida come nona prova dell'UCI World Tour 2024 categoria 2.UWT, si svolse in sette tappe dal 18 al 24 marzo 2024 su un percorso di 1 173,5 km, con partenza da Sant Feliu de Guíxols e arrivo a Barcellona, in Spagna. La vittoria fu appannaggio dello sloveno Tadej Pogačar, il quale completò il percorso in 28h21'29", precedendo lo spagnolo Mikel Landa ed il colombiano Egan Bernal.

## Tappe
| Tappa  | Data     | Percorso                                      | km     | Vincitore di tappa  | Leader cl. generale |
| ------ | -------- | --------------------------------------------- | ------ | ------------------- | ------------------- |
| 1ª     | 18 marzo | Sant Feliu de Guíxols > Sant Feliu de Guíxols | 174    | Nick Schultz        | Nick Schultz        |
| 2ª     | 19 marzo | Mataró > Vallter                              | 186,5  | Tadej Pogačar       | Tadej Pogačar       |
| 3ª     | 20 marzo | Sant Joan de les Abadesses > Port Ainé        | 176,5  | Tadej Pogačar       | Tadej Pogačar       |
| 4ª     | 21 marzo | Sort > Lleida                                 | 169    | Marijn van den Berg | Tadej Pogačar       |
| 5ª     | 22 marzo | Altafulla > Viladecans                        | 167,5  | Axel Laurance       | Tadej Pogačar       |
| 6ª     | 23 marzo | Berga > Santa Coloma de Queralt               | 154,5  | Tadej Pogačar       | Tadej Pogačar       |
| 7ª     | 24 marzo | Barcellona > Barcellona                       | 145,5  | Tadej Pogačar       | Tadej Pogačar       |
| Totale | Totale   | Totale                                        | 1173,5 |                     |                     |

## Squadre e corridori partecipanti
| N.      | Cod. | Squadra                 |
| ------- | ---- | ----------------------- |
| 1-7     | UAD  | UAE Team Emirates       |
| 11-17   | TVL  | Team Visma-Lease a Bike |
| 21-27   | SOQ  | Soudal Quick-Step       |
| 31-37   | IGD  | Ineos Grenadiers        |
| 41-47   | LTK  | Lidl-Trek               |
| 51-57   | TBV  | Bahrain Victorious      |
| 61-67   | GFC  | Groupama-FDJ            |
| 71-77   | ADC  | Alpecin-Deceuninck      |
| 81-87   | BOH  | Bora-Hansgrohe          |
| 91-97   | EFE  | EF Education-EasyPost   |
| 101-107 | MOV  | Movistar Team           |
| 111-117 | JAY  | Team Jayco AlUla        |
| 121-127 | IWA  | Intermarché-Wanty       |

| N.      | Cod. | Squadra                         |
| ------- | ---- | ------------------------------- |
| 131-137 | COF  | Cofidis                         |
| 141-147 | DSM  | Team DSM-Firmenich PostNL       |
| 151-157 | DAT  | Decathlon AG2R La Mondiale Team |
| 161-167 | ARK  | Arkéa-B&B Hotels                |
| 171-177 | AST  | Astana Qazaqstan Team           |
| 181-187 | LTD  | Lotto Dstny                     |
| 191-197 | IPT  | Israel-Premier Tech             |
| 201-207 | UXM  | Uno-X Mobility                  |
| 211-217 | CJR  | Caja Rural-Seguros RGA          |
| 221-227 | EKP  | Equipo Kern Pharma              |
| 231-237 | BBH  | Burgos-BH                       |
| 241-247 | EUS  | Euskaltel-Euskadi               |

## Dettagli delle tappe

### 1ª tappa
- 18 marzo: Sant Feliu de Guíxols > Sant Feliu de Guíxols – 174 km

Risultati
| Pos. | Corridore        | Squadra | Tempo    |
| ---- | ---------------- | ------- | -------- |
| 1    | Nick Schultz     | Israel  | 4h11'38" |
| 2    | Tadej Pogačar    | UAE     | s.t.     |
| 3    | Stephen Williams | Israel  | s.t.     |

| Pos. | Corridore        | Squadra | Tempo    |
| ---- | ---------------- | ------- | -------- |
| 1    | Nick Schultz     | Israel  | 4h11'28" |
| 2    | Tadej Pogačar    | UAE     | a 2"     |
| 3    | Stephen Williams | Israel  | a 6"     |

### 2ª tappa
- 19 marzo: Mataró > Vallter – 186,5 km

Risultati
| Pos. | Corridore        | Squadra | Tempo    |
| ---- | ---------------- | ------- | -------- |
| 1    | Tadej Pogačar    | UAE     | 4h52'37" |
| 2    | Mikel Landa      | Soudal  | a 1'23"  |
| 3    | Aleksandr Vlasov | Bora    | a 1'24"  |

| Pos. | Corridore        | Squadra | Tempo    |
| ---- | ---------------- | ------- | -------- |
| 1    | Tadej Pogačar    | UAE     | 9h03'57" |
| 2    | Mikel Landa      | Soudal  | a 1'35"  |
| 3    | Aleksandr Vlasov | Bora    | a 1'38"  |

### 3ª tappa
- 20 marzo: Sant Joan de les Abadesses > Port Ainé – 176,5 km

Risultati
| Pos. | Corridore      | Squadra | Tempo    |
| ---- | -------------- | ------- | -------- |
| 1    | Tadej Pogačar  | UAE     | 4h34'25" |
| 2    | Mikel Landa    | Soudal  | a 48"    |
| 3    | Antonio Tiberi | Bahrain | a 1'03"  |

| Pos. | Corridore        | Squadra | Tempo     |
| ---- | ---------------- | ------- | --------- |
| 1    | Tadej Pogačar    | UAE     | 13h38'12" |
| 2    | Mikel Landa      | Soudal  | a 2'27"   |
| 3    | Aleksandr Vlasov | Bora    | a 2'55"   |

### 4ª tappa
- 21 marzo: Sort > Lleida – 169 km

Risultati
| Pos. | Corridore           | Squadra     | Tempo    |
| ---- | ------------------- | ----------- | -------- |
| 1    | Marijn van den Berg | EF          | 3h40'19" |
| 2    | Arne Marit          | Intermarché | s.t.     |
| 3    | Emīls Liepiņš       | DSM         | s.t.     |

| Pos. | Corridore        | Squadra | Tempo     |
| ---- | ---------------- | ------- | --------- |
| 1    | Tadej Pogačar    | UAE     | 17h18'31" |
| 2    | Mikel Landa      | Soudal  | a 2'27"   |
| 3    | Aleksandr Vlasov | Bora    | a 2'55"   |

### 5ª tappa
- 22 marzo: Altafulla > Viladecans – 167,5 km

Risultati
| Pos. | Corridore           | Squadra | Tempo    |
| ---- | ------------------- | ------- | -------- |
| 1    | Axel Laurance       | Alpecin | 3h36'05" |
| 2    | Marijn van den Berg | EF      | s.t.     |
| 3    | Bryan Coquard       | Cofidis | s.t.     |

| Pos. | Corridore        | Squadra | Tempo     |
| ---- | ---------------- | ------- | --------- |
| 1    | Tadej Pogačar    | UAE     | 20h54'36" |
| 2    | Mikel Landa      | Soudal  | a 2'27"   |
| 3    | Aleksandr Vlasov | Bora    | a 2'55"   |

### 6ª tappa
- 23 marzo: Berga > Santa Coloma de Queralt – 154,5 km

Risultati
| Pos. | Corridore     | Squadra | Tempo    |
| ---- | ------------- | ------- | -------- |
| 1    | Tadej Pogačar | UAE     | 4h11'53" |
| 2    | Egan Bernal   | Ineos   | a 57"    |
| 3    | Mikel Landa   | Soudal  | s.t.     |

| Pos. | Corridore     | Squadra | Tempo     |
| ---- | ------------- | ------- | --------- |
| 1    | Tadej Pogačar | UAE     | 25h06'16" |
| 2    | Mikel Landa   | Soudal  | a 3'31"   |
| 3    | Egan Bernal   | Ineos   | a 4'53"   |

### 7ª tappa
- 24 marzo: Barcellona > Barcellona – 145,5 km

Risultati
| Pos. | Corridore        | Squadra   | Tempo    |
| ---- | ---------------- | --------- | -------- |
| 1    | Tadej Pogačar    | UAE       | 3h15'23" |
| 2    | Dorian Godon     | Decathlon | s.t.     |
| 3    | Guillaume Martin | Cofidis   | s.t.     |

| Pos. | Corridore     | Squadra | Tempo     |
| ---- | ------------- | ------- | --------- |
| 1    | Tadej Pogačar | UAE     | 28h21'29" |
| 2    | Mikel Landa   | Soudal  | a 3'41"   |
| 3    | Egan Bernal   | Ineos   | a 5'03"   |

## Evoluzione delle classifiche
| Tappa              | Vincitore           | Classifica generale Maglia bianco-verde | Classifica a punti Maglia bianco-blu | Classifica scalatori Maglia bianco-rossa | Classifica giovani Maglia bianco-arancione | Classifica a squadre Numero giallo |
| ------------------ | ------------------- | --------------------------------------- | ------------------------------------ | ---------------------------------------- | ------------------------------------------ | ---------------------------------- |
| 1ª                 | Nick Schultz        | Nick Schultz                            | Nick Schultz                         | Kenny Elissonde                          | Axel Laurance                              | Israel-Premier Tech                |
| 2ª                 | Tadej Pogačar       | Tadej Pogačar                           | Tadej Pogačar                        | Tadej Pogačar                            | Lenny Martinez                             | UAE Team Emirates                  |
| 3ª                 | Tadej Pogačar       | Tadej Pogačar                           | Tadej Pogačar                        | Tadej Pogačar                            | Lenny Martinez                             | Movistar Team                      |
| 4ª                 | Marijn van den Berg | Tadej Pogačar                           | Tadej Pogačar                        | Tadej Pogačar                            | Lenny Martinez                             | Movistar Team                      |
| 5ª                 | Axel Laurance       | Tadej Pogačar                           | Tadej Pogačar                        | Tadej Pogačar                            | Lenny Martinez                             | Movistar Team                      |
| 6ª                 | Tadej Pogačar       | Tadej Pogačar                           | Tadej Pogačar                        | Tadej Pogačar                            | Lenny Martinez                             | Bahrain Victorious                 |
| 7ª                 | Tadej Pogačar       | Tadej Pogačar                           | Tadej Pogačar                        | Tadej Pogačar                            | Lenny Martinez                             | Bahrain Victorious                 |
| Classifiche finali | Classifiche finali  | Tadej Pogačar                           | Tadej Pogačar                        | Tadej Pogačar                            | Lenny Martinez                             | Bahrain Victorious                 |

Maglie indossate da altri ciclisti in caso di due o più maglie vinte
- Nella 2ª tappa Tadej Pogačar ha indossato la maglia bianco-blu al posto di Nick Schultz.
- Nella 3ª tappa Nick Schultz ha indossato la maglia bianco-blu al posto di Tadej Pogačar.
- Nella 3ª e 6ª tappa Mikel Landa ha indossato la maglia bianco-rossa al posto di Tadej Pogačar.
- Nella 4ª, 5ª e 7ª tappa Mikel Landa ha indossato la maglia bianco-blu al posto di Tadej Pogačar e Harold Tejada ha indossato quella bianco-rossa al posto di Tadej Pogačar.
- Nella 6ª tappa Marijn van den Berg ha indossato la maglia bianco-blu al posto di Tadej Pogačar.

## Classifiche finali

### Classifica generale - Maglia bianco-verde
| Pos. | Corridore         | Squadra  | Tempo     |
| ---- | ----------------- | -------- | --------- |
| 1    | Tadej Pogačar     | UAE      | 28h21'29" |
| 2    | Mikel Landa       | Soudal   | a 3'41"   |
| 3    | Egan Bernal       | Ineos    | a 5'03"   |
| 4    | Aleksandr Vlasov  | Bora     | a 5'56"   |
| 5    | Enric Mas         | Movistar | a 6'01"   |
| 6    | Chris Harper      | Jayco    | s.t       |
| 7    | Lenny Martinez    | Groupama | a 6'02"   |
| 8    | Antonio Tiberi    | Bahrain  | a 6'33"   |
| 9    | João Almeida      | UAE      | s.t       |
| 10   | Lorenzo Fortunato | Astana   | a 7'27"   |

### Classifica a punti - Maglia bianco-blu
| Pos. | Corridore     | Squadra | Punti |
| ---- | ------------- | ------- | ----- |
| 1    | Tadej Pogačar | UAE     | 51    |
| 2    | Mikel Landa   | Soudal  | 18    |
| 3    | Nicholas Shul | Israel  | 10    |
| 4    | Axel Laurance | Alpecin | s.p   |
| 5    | Egan Bernal   | Ineos   | s.p   |

### Classifica scalatori - Maglia bianco-rossa
| Pos. | Corridore     | Squadra | Punti |
| ---- | ------------- | ------- | ----- |
| 1    | Tadej Pogačar | UAE     | 103   |
| 2    | Mikel Landa   | Soudal  | 70    |
| 3    | Harold Tejada | Astana  | 37    |
| 4    | Marc Soler    | UAE     | 35    |
| 5    | Egan Bernal   | Ineos   | 29    |

### Classifica giovani - Maglia bianco-arancione
| Pos. | Corridore        | Squadra     | Tempo     |
| ---- | ---------------- | ----------- | --------- |
| 1    | Lenny Martinez   | Groupama    | 28h27'31" |
| 2    | Antonio Tiberi   | Bahrain     | a 31"     |
| 3    | Johannes Kulset  | Uno-X       | a 9'13"   |
| 4    | V. Paret-Peintre | Decathlon   | a 15'08"  |
| 5    | Pablo Castrillo  | Kern Pharma | a 15'43"  |

### Classifica a squadre
| Pos. | Squadra            | Tempo     |
| ---- | ------------------ | --------- |
| 1    | Bahrain Victorious | 85h32'47" |
| 2    | Movistar           | a 2'08"   |
| 3    | Ineos Grenadiers   | a 2'09"   |
| 4    | Soudal Quick-Step  | a 7'25"   |
| 5    | UAE Team Emirates  | a 16'36"  |